# Millard Fillmore
Millard Fillmore, ameriški odvetnik in politik, * 7. januar 1800, Summerhill, New York, † 8. marec 1874, Buffalo, New York.
Fillmore je bil 12. podpredsednik ZDA (4. marec 1849–9. julij 1850) in 13. predsednik ZDA (9. julij 1850–3. marec 1853). Predhodno je bil kogresnik ZDA iz New Yorka (1833–1835 in 1837–1843).